# Siem Heiden
Siem Heiden, född 12 mars 1905 i IJsselmonde och död 3 augusti 1993 i Rotterdam, var en nederländsk hastighetsåkare på skridskor. Han deltog i olympiska spelen i Sankt Moritz 1928.